# Pahorek (film, 1965)
Pahorek (anglicky The Hill) je britsko-americký válečný film režiséra Sidneyho Lumeta z roku 1965. Česká televize ho vysílala až po smrti Seana Conneryho, který hrál hlavní roli.

## Děj
Děj se odehrává v táboře v libyjské poušti v severní Africe, který má jako prostředek k výkonů trestů umělý pahorek. Noví vězni jsou důstojník Joe Roberts, George Stevens, John McGrath, černoch Jacko King a Monty Bartlett, který není vůbec voják. Velitelem věznice je Bert Wilson, který v tomto táboře dělá už 25 let. Vězňové se zde setkají se strážníkem Williamsem, jenž se tyransky chová k vězňům, a také mírným a sympatičtějším Charliem Harrisem, jehož Wilson podceňuje. Vězňové mají za trest běhat po pahorku. Když se roznese zpráva, že v táboře zemřel George Stevens kvůli Williamsovi, podá bývalý důstojník Roberts stížnost na Williamse za obvinění z vraždy. Williams později zmlátí Robertse v jedné samotce bez okna, aby proti němu nemohl být shledán přímý důkaz. Začne vyšetřování, při kterém se lékař ošetřující Robertse střetává s Wilsonem kvůli stížnosti, kterou podal strážník Harris. Lékař zavolá ambulanci a bývalého důstojníka pošle do nemocnice. Poté se Wilson střetne s Williamsem kvůli porušení pravidel věznice a do jeho problémů za ním nepůjde. Bert Wilson odejde z cely a Williams bude chtít znovu zmlátit Robertse. Jeho příležitost však překazí McGrave s Kingem, kteří vtrhnou do cely, zavřou dveře a zmlátí Williamse.

## Obsazení
- Sean Connery - Joe Roberts
- Jack Watson - John McGrath
- Alfred Lynch - George Stevens
- Ossie Davis - Jacko King
- Roy Kinnear - Monty Bartlett
- Harry Andrews - Bert Wilson
- Ian Hendry - strážník Williams
- Ian Bannen - strážník Charlie Harris
- Michael Redgrave - vojenský lékař